# جوسيبي فيفيس
جوسيبي فيفيس (بالإيطالية: Giuseppe Vives)‏ (14 يوليو 1980 بنابولي في إيطاليا - ) هو لاعب كرة قدم إيطالي في مركز الوسط. لعب مع نادي أنكونا ونادي برو فيرتشيلي ونادي تورينو ونادي ليتشي وGiugliano Calcio 1928 ‏ ونادي تارانتو 1927 وACD Nardò ‏ وAssociazione Sportiva Dilettantistica Stasia Calcio ‏ ويوفي ستابيا.

## وصلات خارجية
- جوسيبي فيفيس على موقع الاتحاد الأوربي (الإنجليزية)
- جوسيبي فيفيس على موقع قاعدة بيانات كرة القدم.إي يو (الإنجليزية)
- جوسيبي فيفيس على موقع Soccerway.com (الإنجليزية)
- جوسيبي فيفيس على موقع عالم كرة القدم.نت (الإنجليزية)
- جوسيبي فيفيس على موقع AS.com (الإسبانية)